# Schievelsberg
Der Schievelsberg ist eigentlich kein Berg, sondern eher ein bewaldeter Hang oder Hügel südlich von Ülpenich, westlich von Enzen und östlich von Lövenich bei Zülpich im Kreis Euskirchen. Der Hügel samt einem kleinen Restwald liegt größtenteils auf einem Plateau in einer Höhe von 203 m in einer westlichen Hanglage, die eigentlich nur einige Meter hoch ist. Eine besonders herausragende Bedeutung erlangte der Schievelsberg im Mittelalter als Gerichtssitz unter freiem Himmel und als Hinrichtungsstätte.

## Namensherkunft
Zur Namensentstehung gibt es zwei Theorien.
Die erste Variante stützt sich auf eine alte Sage, nach der eine Römerschlacht auf der damaligen sogenannten Schievelsheide stattgefunden haben soll.
Die zweite Theorie baut auf dem Namen Schavegras als Erinnerung an die germanische Schiffelwirtschaft auf. In der Schiffelwirtschaft wurde der Boden, ähnlich wie bei den Römern, samt dem aufstenden Graswuchs abgetragen und dann verbrannt, was der natürlichen Düngung dienen sollte.

## Geschichte
Zur Römerzeit soll auf dem Schiefelsberg eine römische Villa oder sogar eine Militärbefestigung existiert haben. Direkt am Schievelsberg vorbei führte damals die römische Zweigstraße von Billig zum Militärlager mit dem Namen Tolbiacum („Zülpich“). Möglicherweise hat eine Militäranlage auf dem Schievelsberg wegen der guten Rundumsicht in die im Westen gelegene Zülpicher Ebene und die im Süden beginnende Eifel bei Kommern als Spähposten in Form eines Wachtturms gedient. Dies könnte maßgeblich zur Abwehr potentieller Angriffe auf das nahegelegene römische Militärlager Zülpich und zum Schutz der Römerstraße von Zülpich nach Billig nützlich gewesen sein.
Im Jahr 612 soll der Legende nach hier eine Schlacht zwischen den austrasischen König Theudebert II. und dem burgundischen König Theoderich II. stattgefunden haben.
Das vorher schon länger andernorts bestehende Jülicher Landgericht wurde im Jahr 1150 auf den Schievelsberg verlegt. Im Jahr 1233 waren bereits vierzehn sog. Honschaften aus der näheren Umgebung dem Gericht Schievelsberg zugeordnet. Nach dem Jahr 1279 wurde unter den Grafen und Herzögen von Jülich das vorher am Schiefelsberg ansässige Vogteigericht direkt nach Enzen verlegt. Ab dem Jahr 1397 gehörten nur noch neun Orte zum Gericht auf dem Schiefelsberg.
Nach den Urkunden sollen ein gewisser Johann von Floren im Jahr 1407 wegen mehrerer Einbrüche in den Nachbarorten und ein gewisser Schavard wegen eines Korndiebstahls beim Burgherren von Irnich auf dem Schievelsberg hingerichtet worden sein. Ebenso soll ein Bewohner aus Nemmenich dort einmal grausam lebendig begraben worden sein. Des Weiteren wird in den Chroniken von der Enthauptung eines gewissen Schitvogel von Euskirchen auf dem Schiefelsberg berichtet.
Die sofort nach Urteilsverkündung an Ort und Stelle vollzogenen Strafen reichten von den damals üblichen grausemen Methoden wie Rädern, Tod durch den Strang bis zum Verbrennen auf dem Scheiterhaufen. Bereits kleinste Vergehen wurden zur allgemeinen Abschreckung auch mit dem Tod bestraft.
An der Ostseite befindet sich seit 1927 nahezu direkt am Waldrand ein zuletzt im Jahr 2006 teilsanierter Großwasserspeicher (sog. Hochbehälter), der zur Trinkwasserversorgung des ca. 800 m entfernten Ortes Ülpenich durch das Wasserwerk in Eicks dient. Der Standort des Wasserspeichers markiert zugleich den höchsten Punkt des Schievelsberg-Hügels von ca. 203 m.
Ebenfalls am östlichen Waldrand wurde nach dem Ersten Weltkrieg unweit des Wasserspeichers ein „Blockhaus“ nebst weitläufig umzäunter Grundstücksanlage in den Wald hinein gebaut. Wie das Objekt ursprünglich genutzt wurde, ist unbekannt; das Gebäude wird inzwischen seit Jahrzehnten als Wohnhaus genutzt, die Zuwegung wurde „Am Blockhaus“ benannt und gehört trotz der großen Entfernung von ca. 700 m zur Ortschaft Ülpenich.
In den 1990er-Jahren wurden kleinere Flächen am östlichen und nördlichen Waldrand aufgeforstet, so dass nunmehr unter anderem über den sog. Kninnberg eine bewaldete Verbindung zum benachbarten Restwald, dem sogenannten Rutschberg am direkten südwestlichen Ortsrand von Ülpenich, entstanden ist.